# Wasil Sciapura
Wasil Ihnacjewicz Sciapura (biał. Васіль Ігнацьевіч Сцяпура, ros. Василий Игнатьевич Степуро, Wasilij Ignatjewicz Stiepuro; ur. 6 lutego 1952 w Romanowiczach w rejonie zdzięcielskim) – białoruski lekarz weterynarii, kołchoźnik, pracownik administracji państwowej i polityk, w latach 2008–2012 deputowany do Izby Reprezentantów Zgromadzenia Narodowego Republiki Białorusi IV kadencji.

## Życiorys
Urodził się 6 lutego 1952 roku we wsi Romanowicze, w rejonie zdzięcielskim obwodu baranowickiego Białoruskiej SRR, ZSRR. Ukończył weterynarię w Witebskim Instytucie Weterynaryjnym. Pracę rozpoczął jako sanitariusz weterynaryjny Lubczańskiego Oddziału Weterynarii Nowogródzkiej Stacji do Walki z Chorobami Zwierząt. Odbył służbę wojskową w szeregach Armii Radzieckiej. Następnie pracował jako sanitariusz weterynaryjny w sowchozie „Porzecze”, główny lekarz weterynarii sowchozu „Górka”, przewodniczący kołchozu „Pierwszy Maja” w rejonie zdzięcielskim, przewodniczący Woronowskiego Rejonowego Komitetu Wykonawczego, pierwszy zastępca przewodniczącego Grodzieńskiego Obwodowego Komitetu Wykonawczego – przewodniczący Komitetu ds. Gospodarstwa Wiejskiego i Żywności, pierwszy zastępca przewodniczącego Grodzieńskiego Obwodowego Komitetu Wykonawczego.
27 października 2008 roku został deputowanym do Izby Reprezentantów Zgromadzenia Narodowego Republiki Białorusi IV kadencji z Mostowskiego Okręgu Wyborczego Nr 56. Pełni w niej funkcję zastępcy przewodniczącego Stałej Komisji ds. Rolnych. Od 13 listopada 2008 roku był członkiem Narodowej Grupy Republiki Białorusi w Unii Międzyparlamentarnej.

## Odznaczenia
- Order „Znak Honoru” (ZSRR);
- Order Honoru;
- Tytuł „Zasłużony Pracownik Gospodarstwa Wiejskiego Republiki Białorusi”[1].

## Życie prywatne
Wasil Sciapura jest żonaty, ma dwie córki.